# Jorge Leitão
Jorge Manuel Vasconcelos Leitão (nascido em 14 de janeiro de 1974) é um antigo futebolista profissional português que atuou como atacante.
Ele ficou conhecido por sua passagem de seis anos pelo Walsall, na Inglaterra, mas também marcou 28 golos em 169 jogos na Segunda Liga portuguesa ao longo de sete temporadas.

## Carreira no clube

### Primeiros anos e Walsall
Natural de Nespereira, Cinfães, distrito de Viseu, Leitão começou a jogar no futebol amador (num clube de Vila Nova de Gaia, o Sporting Clube de Coimbrões). Aos 24 anos, assinou com o Feirense, sendo descido da Segunda Liga na primeira temporada e marcando 14 golos na segunda. Em julho de 2000, mudou-se para Inglaterra para o Walsall, que pagou £ 150.000 pelos seus serviços após um período de teste que se provou impressionante.
Leitão marcou 18 golos, o melhor número de sua carreira, em 44 partidas, em sua temporada de estreia. Os Saddlers (nome pelo qual são conhecidos) foram promovidos ao campeonato após eliminar o Reading na final do play-off.  
Em 2001-02, após um começo difícil, o destino de Leitão foi transformado após a demissão de Ray Graydon. No primeiro jogo sob o comando do novo técnico Colin Lee, ele marcou dois golos no Charlton Athletic da Premier League na quarta ronda da FA Cup. A equipa também conseguiu finalmente ficar longe da zona de despromoção, e ele marcou o golo que os salvou da queda, o único em uma vitória fora de casa sobre o Sheffield United em 13 de abril de 2002; duas semanas depois, ele prolongou o seu contrato por mais dois anos.
2002–03 foi a temporada de maior sucesso do Walsall na liga desde a década de 1950, com Leitão formando dupla com o brasileiro José Junior para uma linha de frente de língua portuguesa que marcou 30 golos.  Os destaques incluíram uma dobradinha contra o Stoke City (vitória em casa por 4–2), uma contra o Grimsby Town (3–1, em casa)  e a única partida contra o Brighton & Hove Albion (também em casa);  no entanto, após a perda de Júnior para o Derby County no verão - seu substituto foi a ex-estrela do Arsenal e da Inglaterra Paul Merson - a euipa desceu de divisão, com Leitão marcando apenas sete vezes em 39 jogos, o pior durante a sua passagem por Inglaterra. 
No final de dezembro de 2005, Leitão assinou um pré-contrato com o Beira-Mar (clube do seu país), alegando a saudade como um fator para a sua saída repentina do futebol inglês.  Embora o acordo só tenha entrado em vigor em junho de 2006, tanto Merson (que se tornou depois técnico do clube) quanto o presidente Jeff Bonser se ofereceram para libertar o jogador mais cedo, em reconhecimento à dedicação que ele sempre teve pelo clube em seus cinco anos e meio de serviço. A penúltima de suas 262 partidas competitivas pelo Walsall (71 golos) foi uma derrota por 3 a 0 fora de casa para o Bristol City, na qual também sofreu uma lesão na virilha; na última partida, no Bescot Stadium contra o Blackpool, ele foi presenteado com uma interpretação de quase meia hora de seu nome pelos fãs da casa, eventualmente sendo reduzido às lágrimas antes de deixar o campo no meio duma guarda de honra composta por alguns de seus companheiros de equipe.

### Carreira posterior
Depois de ajudar o Beira-Mar a subir à Primeira Liga em 2006, Leitão teve a sua única experiência na competição, marcando dois golos em dez jogos, tendo o clube de Aveiro sido despromovido nesse ano.   Posteriormente, passou duas temporadas e meia no Feirense, da segunda divisão, e, aos 35 anos, transferiu-se para o Arouca.
Imediatamente após se reformar, Leitão foi nomeado assistente técnico do clube. Em 21 de março de 2017, tornou-se o terceiro técnico do clube principal da temporada, depois de Lito Vidigal e Manuel Machado. Ele não conseguiu evitar o rebaixamento para a primeira divisão, depois de vencer apenas uma vez em seus cinco jogos no comando. 

## Honras
Walsall
- Vencedor do play-off da Segunda Divisão da Liga de Futebol: 2001[4]

Beira-Mar
- Segunda Liga : 2005–06[22]

Arouca
- Segunda Divisão : 2009–10

## Links externos
- Jorge Leitão em ForaDeJogo (arquivo)
- Jorge Leitão em Soccerbase
- Estatísticas da carreira no Soccerbase